# Камбарське болото
Камба́рське боло́то (рос. Камбарское болото) — комплексна пам'ятка природи республіканського значення, що знаходиться поблизу міста Камбарка Камбарського району Удмуртії, Росія.
Площа заповідної території становить 6,5 га, відноситься до Камбарського лісництва Камбарського лісгоспу.
Пам'ятка природи являє собою невелике болото, на якому зростає журавлина дрібноплода. Розташоване на східній околиці міста Камбарка.